# Jennifer Lippincott-Schwartz

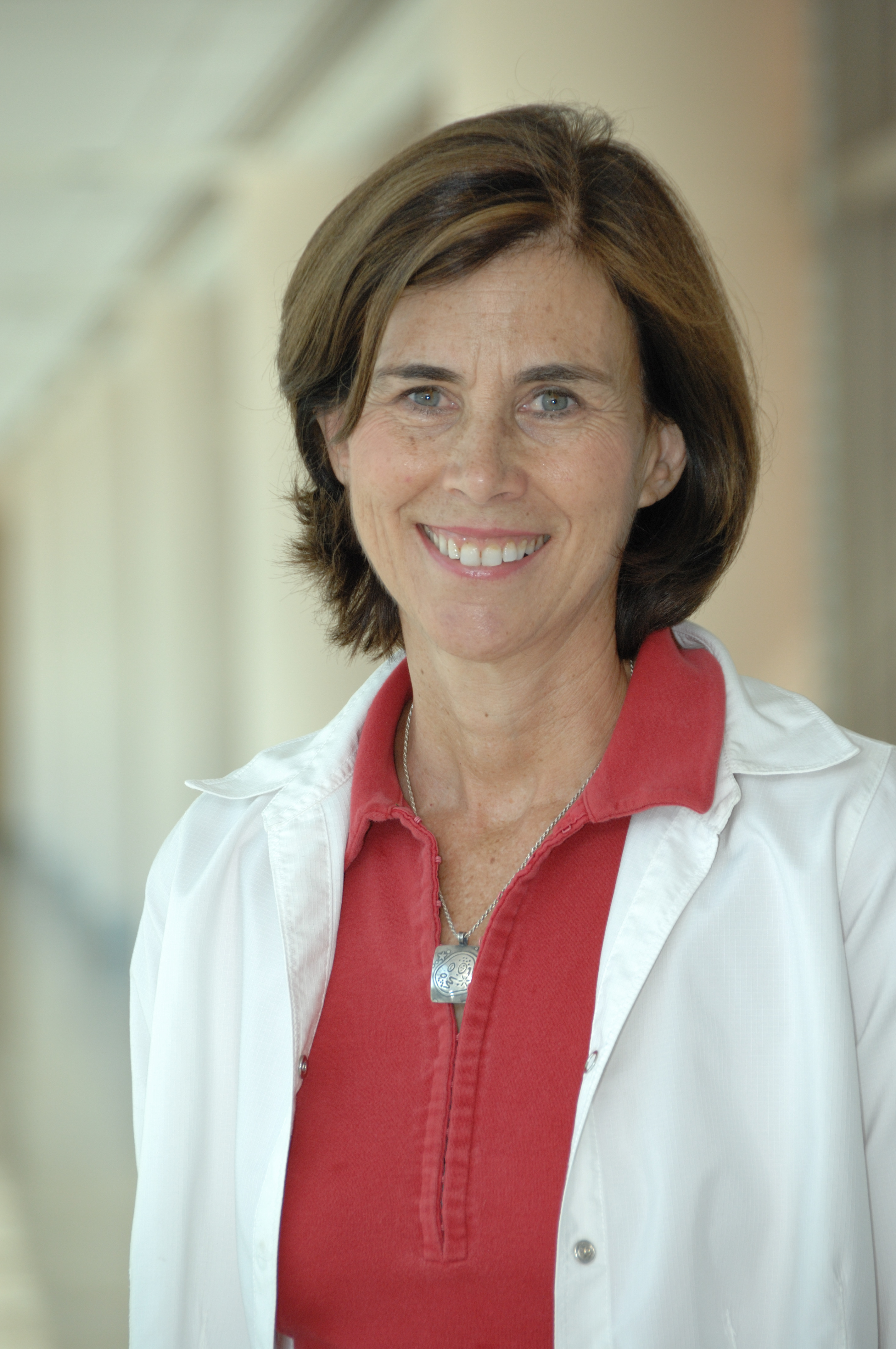
Jennifer Lippincott-Schwartz

Jennifer Lippincott-Schwartz (* 1952 in Manhattan, Kansas) ist eine US-amerikanische Zellbiologin am Janelia Research Campus des Howard Hughes Medical Institute.

## Leben und Wirken
Jennifer Lippincott-Schwartz erwarb am Swarthmore College einen Bachelor in Psychologie und Philosophie. Nach Tätigkeiten als Lehrerin in Kenia und in Kalifornien erwarb sie bei Philip C. Hanawalt an der Stanford University einen Master in Biologie und 1986 bei Douglas Fambrough an der Johns Hopkins University einen Ph.D. in Biochemie. Als Postdoktorandin arbeitete sie bei Richard D. Klausner am National Institute of Child Health and Human Development (National Institutes of Health), wo sie auch eine eigene Stelle als Forscherin (staff fellow) erhielt. Ab 1992 leitete sie die dortige Einheit für Organell-Forschung. Seit 2016 ist sie Arbeitsgruppenleiterin am Janelia Research Campus des Howard Hughes Medical Institute.
2017 nahm sie an der 27. Solvay-Konferenz für Physik mit dem Thema The Physics of Living Matter: Space, Time and Information in Biology teil.
Lippincott-Schwartz ist vor allem für ihre bahnbrechenden Arbeiten zur drei- und vierdimensionalen Bildgebung lebender Zellen (insbesondere mittels grün fluoreszierendem Protein und Photoactivated Localization Microscopy, PALM) und der intra- und interzellulären Dynamik bekannt, wodurch das vorherige Bild der Zellorganellen als mehr oder weniger statische Gebilde und der Zellfunktion als Funktion der einzelnen Zelle überwunden wurde.
Zu ihren Schülern gehören Jan Ellenberg und Suliana Manley. Lippincott-Schwartz hat laut Datenbank Scopus einen h-Index von 117 (Stand März 2024).
Jennifer Lippincott-Schwartz ist mit dem US-Diplomaten Jonathan Schwartz verheiratet.

## Auszeichnungen (Auswahl)
- 2008 Mitglied der National Academy of Sciences[5]
- 2008 Fellow der American Association for the Advancement of Science
- 2009 Mitglied des Institute of Medicine (heute National Academy of Medicine)[6]
- 2011 Keith R. Porter Lecture[7]
- 2014 Präsidentin der American Society for Cell Biology[8]
- 2017 Van Deenen Medal[9]
- 2019 Mitglied der American Academy of Arts and Sciences[10]
- 2020 E. B. Wilson Medal[3]
- 2023 Dickson Prize in Science[2]